# Église de l'Assomption-de-Notre-Dame de La Houblonnière
L'église de l'Assomption-de-Notre-Dame est une église catholique située à La Houblonnière, en France.

## Localisation
L'église est située dans le département français du Calvados, sur la commune de La Houblonnière, chemin de l'église et non loin du Château de La Houblonnière auquel elle était reliée jadis au  moyen d'une galerie. Elle est située au milieu du cimetière.

## Historique
L'édifice date du XIe mais a été très remanié ultérieurement, notamment au XIIIe siècle et au XIXe siècle. Le mur méridional date du XIIIe siècle.
La porte est refaite au XVe siècle alors que la porte latérale est condamnée. Durant le même siècle les fenêtres étroites sont pour la plupart remplacées par des fenêtres en ogives flamboyantes. Au XVe siècle est installée une galerie permettant au seigneur de passer du château à l'église, en surplomb du cimetière.
Une sacristie en forme de pentagone est ajoutée sur le chevet au XVIIIe siècle.
La tour est réhaussée au XIXe siècle. Cette élévation remplaçait une charpente surmontée d'une pyramide à pans coupés.
L'édifice et son cimetière sont inscrits au titre des monuments historiques le 29 novembre 1948.

## Description
L'édifice, orienté, est en pierre et silex.
La porte du XVe siècle est précédée d'un porche. La porte bouchée conserve un arc brisé.
Le mur septentrional en opus spicatum comporte des contreforts plats et des modillons de personnages qui font la grimace.
Sur le pignon l'édifice conserve une croix du XIIIe siècle. Le toit de la nef et du chœur est en bâtière.
La nef de l'édifice comporte trois travées. Elle possède une voûte en merrain et a conservé son décor peint de style Renaissance. La voûte du chœur est en pierre.
Le chevet est droit. La flèche de l'édifice, de forme hexagonale, est située sur la terrasse.
L'édifice conserve deux piscines signalées par Arcisse de Caumont.

## Mobilier
L'église conserve une statue de saint Firmin en bois polychrome et datée du XIIe siècle ou du XIIIe siècle : le saint est représenté en évêque, avec une mitre et une crosse.
Arcisse de Caumont signale des fonts baptismaux en forme d'octogone et datés du XVe siècle, un arc triomphal du XIIIe siècle et un autel de la fin du XVIIIe siècle. Un bas-relief représentant saint Christophe est également présent.